# استئصال البوق والمبيض
يتم استئصال البوق والمبيض في الطب أي استئصال المبيض وقناة فالوب، هذا الإملاء: "salpingoophorectomy" هو إملاء صحيح ومقبول ولكنه أقل شيوعًا بكثير من "salpingo-oophorectomy"[بحاجة لمصدر]